# 예수의 역사성에 대한 자료들

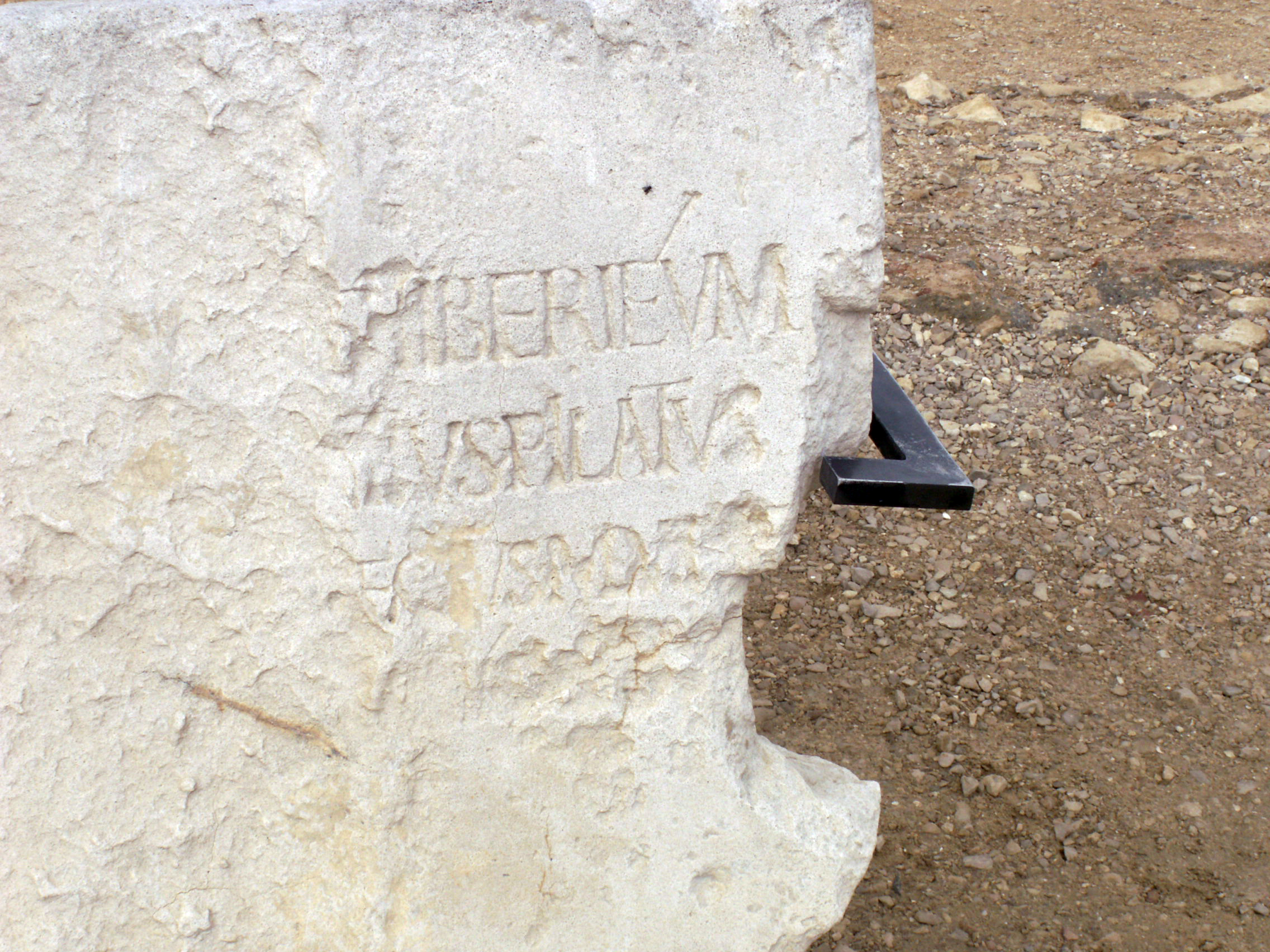
지금은 이스라엘 박물관에 있는, 가이사랴가 마리에서 필라투스 돌

예수의 역사성에 대한 자료들은 주로 기독교 자료가 원천이지만, 일부는 비기독교 자료에 관련 언급이 있다. 이러한 기독교 성경의 신약 책에서 기독교 원천은, 예수에 대한 자세한 이야기를 포함하지만 학자들은 예수의 성경본에 설명된 특정 이야기의 역사에 차이가 있다. "거의 보편적인 동의"에 따라 유일한 두 사건은 예수가 세례자 요한에게 세례를 받고, 로마 총독 폰티우스 필라투스의 명령에 의해 십자가에 못 박힌 것이 있다.

## 주요한 자료들
로마시대부터 실제로 살았던 역사가들과 기록자들이 예수 그리스도에 대한 역사적인 증거들을 기록하였다. 예수 그리스도에 관한 놀랄만하게 많은 정보가 중요한 역사적 증거들의 기록들은 다음과 같다. 특별히 로마 역사가들의 기록은 명확한 증거를 보여준다.

### 신약 성경
예수께서 세례요한에게 세례를 받으시고 본디오 빌라도의 명령에 의해 십자가에 못박히신 것이다.  이 두 개는 역사적 자료로 대부분 보편적으로 동의를 받으며 공관복음과 바울서신에 비교된다.

### 요세푸스
플라비우스 요세푸스는 그의 저서 고대사(Antiquities)에서, 야고보를 ‘그리스도라고 불렸던 예수의 형제’로 언급한다. 사적 제재로 인해 메시아라불리는 예수의 형제 야고보가 처형당했다고 기록한다. 그 중에는 논란이 많은 구절(18:3)도 있다. “예수라는 사람이 있었는데(그를 사람으로 부르는 것이 합법적이라면) 지혜로운 사람이었다. 그가 놀라운 축제들을 있게 한 사람이었다. 그는 그리스도였다. 경건한 예언자들이 이것들과 그에 관해 일만가지의 다른 놀라운 일들을 미리 예언했던 대로 그는 삼 일째에 다시 살아나 그들에게 나타났다.” 다른 번역서에는 다음과 같이 쓰여있다. “그 당시 예수라 불리는 지혜로운 자가 있었다. 그의 행위는 선했고 고결하신 분으로 알려졌다. 많은 유대인들과 다른 나라들에서 온 사람들이 그의 제자가 되었다. 빌라도가 예수를 십자가 형에 처해 죽게 하였다. 그러나 그의 제자가 되었던 사람들은 제자의 신분을 저버리지 않았다. 그가 십자가형에 처해진 지 삼일 후에 그들에게 나타났고 그는 살아있었다고 그들은 보고하였다. 따라서 그는 아마도 예언자들이 경이롭다고 말하였던 구세주였을지도 모른다.”

### 타키투스
로마의 역사가 타키투스는 티베리우스(Tiberius)의 통치기간 동안 본티오 빌라도 밑에서 고통 받는 사람들을, 미신을 믿는 ‘기독교인들’(‘Christians’는 라틴어인 ‘Christus’로부터 유래)이라고 언급하였다. 그는 네로 황제에 관한 기록에서 본디오 빌라도에게 처형된 그리스도의 죽음과 로마에서의 그리스도인들의 죽음에 대해 언급하고 있다. Annals 15.44). 네로황제 당시 교회 박해에 대해 언급된 역사문서이다. 초기 기독교에 대한 로마 지식인들의 인식을 볼 수 있다.
서기 64년에 일어난 9일간의 화재는 인간적인 어떤 노력도, 황제의 어떤 하사품도, 어떤 속죄의 제사도 화재가 네로황제의 명령에 따른 것이라는 (헛)소문을 가라앉힐 수 없었다. 이 소문을 종식시키기 위해 네로는 반(反)종교적 성향으로 미움받던 이들을 기술적으로 고문할 것을 명령했다. 그들은 일반적으로 그리스도인(Chritianus)들이라고 불리었다. 그 이름은 티베리우스 황제 시대에 본티오 빌라도 총독이 처형한 그리스도한테서 비롯되었다. 당시에 처벌되었던 그 사악한 미신은 유대만 아니라 로마(제국)에서까지 다시 파고 들어와 더럽고 사악한 것을 퍼트리며 자발적인 동료들을 얻어냈다.

### 마라 바르 세라피온
마라 바 세라피언(Mara bar Serapion (Classical Syriac: ܡܪܐ ܒܪ ܣܪܦܝܘܢ) A.D. 73년 경에 기록되었는데, 영국박물관에 사본이 보존되어있다. 이 저자인 아버지는 그의 아들(Serapion) 에게 편지(Mara Bar-Serapion's letter)를 보냈는데 그 요지는 의인을 박해하면 화를 입는다는 것. 소크라테스를 처형한 아덴시민은 기근과 질병에 화를 입었고 피타고라스(Pythagoras)를 화형한 싸모아인들은 모래속에 파묻히고, 예수님을 죽인 유태인들에게는 패망과 추방이 뒤따랐다는 요지가 기록되었다.

### 수에토니우스
수에토니우스(Suetonius A.D. 120) 로마 역사가이며 하드리아누스 황제의 수석 장관이었던 그는 네로 황제가 방화광(arsonist) 이라고 비난하여였다. 로마 대화제 사건을 언급할때 그리스도와 그리스도인이라는 용어를 사용하고 있다.
“Because the Jews at Rome caused constant disturbances at the instigation of Chrestus (Christ), he (Claudius) expelled them from the city (Rome).” (Life of Claudius, 25:4)
“Nero inflicted punishment on the Christians, a sect given to a new and mischievous religious belief.” (Lives of the Caesars, 26.2)

### 탈무드
유대인 탈무드(Jewish Talmud (400-700AD)(산헤드린 43a)는 예수의 십자가형이 유월절 전날 이루어졌다는 것과 그리스도에 대한 혐의는 술법을 쓰고 유대인들의 배교를 고무시킨 것이라 확인시켜준다.
“Jesus practiced magic and led Israel astray” (b. Sanhedrin 43a; cf. t. Shabbat 11.15; b. Shabbat 104b)
“Rabbi Hisda (d. 309) said that Rabbi Jeremiah bar Abba said, ‘What is that which is written, ‘No evil will befall you, nor shall any plague come near your house’? (Psalm 91:10)… ‘No evil will befall you’ (means) that evil dreams and evil thoughts will not tempt you; ‘nor shall any plague come near your house’ (means) that you will not have a son or a disciple who burns his food like Jesus of Nazareth.” (b. Sanhedrin 103a; cf. b. Berakhot 17b)

## 작은 자료들
가이우스 플리니우스(Gaius Plinius Caecilius Secundus, 기원후 61년 – 113년) 혹은 플라이니 더 영거(Pliny the Younger, 61-113) 동일인물이다.
플리니우스는 비티니아 총독으로 근무하던 시절인 111년쯤에 트라야누스(Trayanus)  황제에게 보내기 위해, 기독교인에 대한 보고서를 작성하였다. 그는 기독교인들에 대해 다음과 같이 말하였다.
“기독교인들은 어떤 정해진 날 해 뜨기전에 모임을 갖고, 그리스도는 하느님이라는 찬송을 번갈아 부르고, 그들끼리 범죄하지 않고, 훔치고, 빼앗고, 간음하고, 신뢰를 깨는 행위를 금하기로 맹세하였다. Letters 10:96에서
탈루스(Thallus) 사마리아에서 출생했는데 52년에 그가 쓴 기록의 단편들이 율리우스 아프리카누스(Julius Africanus)와 같은 학자들에 의해 인용되었다. 그리스도가 죽을 때 지진으로 바위가 깨졌고 다른 지역까지 날라갔다고 하고, 일식(日蝕)이 있었다는데, 그 때는 보름달이었기 때문에 일식이 있을 수 없는 때였다고 증언했다.
On the whole world there pressed a most fearful darkness; and the rocks were rent by an earthquake, and many places in Judea and other districts were thrown down. This darkness Thallus, in the third book of his History, calls, as appears to me without reason, an eclipse of the sun.” (Julius Africanus, Chronography, 18:1)

플레곤(Phlegon of Tralles,80-140, Φλέγων ὁ Τραλλιανός ) 하드리안 황제시대에 그리스 작가이며 2세기 까지 살았다. 올핌픽(Olympiads)은 그의 주된 작품이다. 그가 예수를 언급한 내용이 알렉산드리아의 오리게네스(Ὀριγενες, 185년 경 - 254년 경)의 작품에 나온다. 오리게네스는 켈수스에 대항하여(Against Celsus ) (제 2권, 14장)에서 플레곤이 그의 연대기에서 예수를 언급하고 있다고 썼다. 미래의 사건을 아는 지식을 예수께 돌렸을 뿐만 아니라(마치 그들이 예수를 언급한 것처럼 베드로를 언급한 것들에 대해 혼동에 빠지긴 했지만) 그 결과가 그의 예측과 일치했음을 증언했다. 그는 티베리우스(Tiberius )의 통치 기간 동안 지진이 동반된 일식에 대한 플레곤(Phlegon)의 설명을 언급했다. 큰 일식이 있었고 낮 여섯시[즉, 정오]에 밤이 되어 별들이 하늘에 나타났다. 비티니아에 큰 지진이 있었고, 니케아에서 많은 일들이 뒤집어졌다.

## 논쟁적인 자료들
사모사타의 루시안은 예수님께서 기독교인들에 의해 경배를 받았고, 새로운 가르침을 소개하였으며, 또 그들을 위해 십자가에 처형되셨다는 것을 인정한 서기 2세기 때의 그리스 작가였다. 그는 예수님의 가르침이 믿는 자들간의 형제애, 개종의 중요성, 그리고 다른 신들을 부인하는 것의 중요성을 포함하고 있었다고 말하였다. 기독교인들은 예수님의 규율들에 따라 살았고, 자신들이 불멸한다고 믿었으며, 죽음에 대한 경멸, 자발적인 헌신, 그리고 재물을 세상적으로 경멸하고, 공동의 재산으로 간주한 사람들로 특징되었다고 그는 말하였다.
“The Christians, you know, worship a man to this day—the distinguished personage who introduced their novel rites, and was crucified on that account….You see, these misguided creatures start with the general conviction that they are immortal for all time, which explains the contempt of death and voluntary self-devotion which are so common among them; and then it was impressed on them by their original lawgiver that they are all brothers, from the moment that they are converted, and deny the gods of Greece, and worship the crucified sage, and live after his laws. All this they take quite on faith, with the result that they despise all worldly goods alike, regarding them merely as common property.” (Lucian, The Death of Peregrine. 11-13)

영지주의적인 글들(진리의 복음, 요한의 외경, 도마 복음, 부활에 관한 논문 등 (The Gospel of Truth, The Apocryphon of John, The Gospel of Thomas, The Treatise on Resurrection, etc.)을 가지고 있는데 이 모두가 예수님을 언급하고 있다
사실, 초기 비기독교적 자료들만으로도 우리는 거의 복음을 재구성할 수 있다. 예수는 그리스도로 불렸고(요세푸스), 본디오 빌라도에게 (타시투스) 유월절 날 매달려 죽었으나(바빌론 탈무드), 보름달인데 일식이 있었고 (탈루스), 삼일만에 다시 살아나 구세주가 되었고(요세푸스), 그의 제자들은 그를 하나님으로 경배하면서(플라이니 더 영거) 믿었다.
세속적 그리고 성경적 역사 모두에서 예수 그리스도의 존재에 대한 너무나도 엄청난 증거가 있다. 아마 예수님께서 존재하셨다는 가장 큰 증거는 1세기 때, 열두 사도들을 포함한 문자 그대로 수천 명의 그리스도인들이 예수 그리스도를 위해 자신들의 목숨들을 기꺼이 바쳐 순교했다는 것이다. 이런 자료들이나 성경의 역사적 자료 양쪽 모두에서 이런 사실을 풍성하게 찾아 볼 수 있다. 사람들은 자신들이 진실이라 믿는 것을 위해 죽을 수는 있으나, 아무도 자신들이 거짓인 줄 아는 것을 위해 죽지는 않을 것이다.

## 같이 보기
- 기독론 (조직신학)
- 그리스도 신화론
- 예수의 역사적 실존
- 6/7년 촬영 조세 목적의 시리아와 유대의 로마 지방의 등록, 쿠이리니우스의 인구조사.
- 신약의 역사적 배경
- 역사적 예수
- 복음서의 역사적 신뢰성
- 역사적 예수 탐구
- 성경의 역사성